# 藥師少女的獨語
《藥師少女的獨語》是日本小說家日向夏投稿於成為小說家吧的網路小說與之後所出版的輕小說。截至2023年2月，系列累積發行超過2100萬本並宣布動畫化。

## 概要
在2011年10月由作者在成為小說家吧上發表後迅速獲得了高人氣，第一部「後宮篇」因此得到主婦之友社的青睞，獲得在「RayBooks」專案出版單行本的機會。之後，轉到同出版社的輕小說專案英雄文庫出版，於2014年推出了第一部的新裝版，之後也持續在此文庫下陸續出版。截止至2021年1月，系列小說的銷量已突破1200萬冊。
2017年，於《月刊BIG GANGAN》與《月刊Sunday Gene-X》兩部月刊開始了漫畫版的連載，分別由貓海月和倉田三之路繪製。BIG GANGAN版在2019年獲得《下一部人氣漫畫大賞》的紙本漫畫類別第一名的大獎。

## 故事大綱
出身煙花巷的貓貓是善於推理和具豐富藥理知識的少女，原本在煙花巷擔任藥師，但由於外出採藥時遭人口販子拐賣至後宮作下級侍女（宮女），意外被管理後宮的宦官壬氏發現其才能。憑藉自身的學識和技能，貓貓在勾心鬥角的宮廷中排憂解難、逐漸建立人脈對宮廷產生影響力，也發掘出宮廷裡不為人知的一面。

## 登場人物
- 參考資料：[9][10][11][12][13]
- 以下聲優順序為電視動畫版／廣播劇CD版。

### 主要人物
貓貓（聲：悠木碧（電視動畫版、廣播劇CD版））
女主角，故事開始時17歲，在花街的綠青館和藥坊工作。雖然身材瘦小單薄，相貌又不太引人注目，但因為身處花街時常有女性遭到不法之徒拖進小巷，因此平時會以化妝及黏土製作的雀斑把容貌變醜作為防身手段。名字取自母親鳳仙常常配合鳳仙花製作指甲油而使用的酢漿草「貓貓草」。
某天外出採集化妝用的藥草時，遭人販子拐賣到後宮作下級侍女（宮女）。本想平淡過其後宮生活，但因為好奇心驅使，介入了皇帝寵妃不明的衰弱病情，從而被宦官壬氏發現其擁有藥師、識字和推理的才能，繼而成為了壬氏的棋子（玩具）遭他擺布，先後擔任玉葉妃、壬氏的侍女和醫官的輔佐女官，更利用壬氏的特權與見習醫官一起上外科實技課。
由於出生於花街、母親又是妓女的緣故，對男性抱持極為現實的態度，而且對戀愛完全不感興趣，加上看過身邊太多不合理的遭遇而顯得有些達觀。對壬氏那「宛若仙女下凡」的容貌及對方為執拗而糾纏不休的個性難以忍受，因此有時會用看待蟲子或蛞蝓的眼神看著對方，對壬氏的好意也往往視而不見，經歷西都之行後，對壬氏的看法改觀。後經阿多娘娘的侍女雀開導，接受自己對壬氏的情感。儘管因母親鳳仙（正妻）的關係出身低微，但因生父漢羅漢、養父漢羅門所出身的漢氏「羅字一族」，在別字一族長久處於中立地位，而且擅長不同專業的人才輩出，加上羅漢作為「太尉」的權力和智謀，故此皇族、前廷官員、世家皆想拉攏其唯一的千金貓貓。她豐富的藥學知識，也令玉葉妃和梨花妃爭取她作為自己人，但基於皇帝和壬氏考慮到貓貓不凡的出身及過人的能力，不敢隨意讓她擔任過於低微的閒職。
好奇心與研究心皆比人強，對使用藥物、特別是毒藥的造詣十分深厚。為藥物瘋狂，會興奮到跳舞，甚至不惜用自己身體試藥。左腕因常用來測試藥物，導致滿是傷痕需用繃帶遮掩。長期試藥令自身有較強的毒藥抗性，故在後宮中擔任起試毒的職責。喜歡被下毒或有毒的食物，會想放入嘴中享受毒的副作用。對酒也有著很高的耐性，不過對蕎麥過敏，食用少許就會感到呼吸困難，會把引致過敏反應的某物視為「對特定體質起作用的毒藥」。
壬氏（聲：大塚剛央／櫻井孝宏；潘惠美（幼年））
管理後宮大小事務的宦官。自稱24歲，實際上只有19歲。容貌出眾，讓絕大多數女性看到都會因此失神，甚至男性也會被深深吸引。因為是宦官，所以其容貌被貓貓稱作是「仙女下凡般的完美」。雖外表亮眼，性格卻執拗而糾纏不休，有時會不擇手段以達目標。
在發現了貓貓的隱蔽才能後，想把她做為自己的專屬侍女（玩具）使用。發覺她對自己的容貌不感興趣後，反對她產生興趣，並逐漸演變成好感。稱呼她為藥師，十分害羞於直呼其名。仍保持著孩子氣的一面，像是會用惹人討厭的手段調戲對方，或是會用曲折的手段暗示好感。天性善良，但所做的工作卻往往十分陰暗、能窺見諸多人心醜惡之處，往往會因牽連無辜而感到萬般無奈。
華瑞月
壬氏的真實身分，皇帝的長子（皇帝、其生母前淑妃阿多、安氏皇太后、貓貓皆曉得，但意外地本人並不曉得，以為長子已夭折），故事開始時19歲。對外宣稱是皇帝的弟弟，體弱多病而不常出現在人前，即使在不得不出席的祭祀等場合也是盡可能低調且用蒙布遮住大半張臉（稱是兒時燒傷而感到容貌羞於見人），絕少和人對視。因不能被皇帝、皇太后安氏以外的人直呼其名（包括阿多妃在內的長輩們私底下以「月兒或瑞兒」來稱呼），所以一般人以「玥君」或「夜君」來稱呼，也曾化名「香泉」、「壬華」以方便貓貓、馬閃在宮外稱呼。本人是奉皇帝之命，以宦官「壬氏」的身分在後宮中暗中查訪有無對皇帝造成危害的人，並不斷試探這些後宮成員的忠誠心。因俊俏的外貌和職務的特殊性，僅錄用自小便一直照顧自己的老侍女水蓮、馬字一族成員（包括已婚女眷），以及不受其外貌影響的貓貓（唯一能看他裸體的女醫官）。後期戀女頃向的燕燕也短暫服侍過，但因被迫與暗戀的姚兒離開而對其評價很差。曾幫壬氏打理過頭髮，但並未被要求換衣服。
由於先帝是個偏愛幼女的人，加上與現任皇帝只差十六歲（在本作中是很常見的父子間的年齡差距）；還有與他同時出生、卻在嬰兒時期夭折的阿多妃之子等事故，所以很多人都在懷疑其出身，加上其容貌與阿多妃有不少相似之處，貓貓就曾有過「生下兒子的阿多妃將自己的孩子與真正的皇弟交換了，而因餵食對嬰兒有害的蜂蜜死去的才是真正的皇弟」的推論（後被阿多娘娘正式告知）。但由於他的容貌也與年輕時的先帝相似，所以也未有人公開懷疑其身世。
在子字一族叛亂事中，恢復皇弟身份，領軍救出被綁架的貓貓及平息叛亂。自此之後，正式以皇弟身份輔政、出入前廷後宮及遠赴邊境視察民情，但求取婚約的適齡女子及世家也接踵而來。自己雖然明言只想娶貓貓一人為妻及放棄皇位繼承權，但是向貓貓求婚時卻屢遭拒絕（貓貓承認對其感情後默默接受了，但要侍寢的時候被考慮到如懷上孩子會採取非常手段而被拒絕）。
於阿多妃對貓貓說的話中證實華瑞月是阿多妃之子，實際意義上的皇長子，阿多妃在安氏和希望兒子平安的皇帝（當時為太子）的默許下，和真正皇弟調包。

### 皇族
皇帝（聲：遠藤大智）
本名華曉陽，有著氣派的美鬚與健壯身材的茘國現任最高統治者，34歲。因為喜歡有著豐滿胸部的女性而被貓貓評為好色大叔。仍為東宮太子時的妻妾只有阿多妃一人，相比先帝來說對女性的喜好其實較為正常。先後育有4子3女，但因後宮醫官及衛生常識不足的問題，僅有壬氏、鈴麗及2個幼子在生。
由於先帝及前朝歷代遺留不少惡習，所以目前正積極改革制度，例如禁止拐帶販賣人口（但無限制因家境所逼而自願賣入宮中或富戶的奴婢、家僕，以及花街妓女）和禁止宦官手術。宦官人口因而偏向老化，故委託壬氏假扮宦官總管來整頓後宮。後來接納壬氏及貓貓的建議，為文盲的宮女建立學堂及開放女官考試給有醫藥知識的女子進入太醫院工作（類似護士的輔助工作），讓女官、宮女逐漸取代後宮的宦官。
是個重感情的人，本來對無法待在後宮的妃子照例是要關入冷宮嚴加看管的，但對於青梅竹馬的阿多妃卻安排送到離宮居住。對名義上的妃子里樹妃也只是當成女兒看待，有打算為她尋找好的歸宿。
雖然正值壯年，但為免意外，在朝臣的勸說下打算立下東宮太子，而自己的親生子都年齡過小，故皇帝打算立壬氏為東宮，但屢遭不想引起後宮爭端的壬氏拒絕，壬氏甚至不惜自殘以明志。
他看好貓貓和壬氏之間的感情發展，特別是貓貓解開選定之廟的謎底後，認為該把繼承羅漢的才智和羅門的醫藥知識的她納入皇族之中，言下之意即支持壬氏追求她。
先帝（聲：大塚剛央）
前任皇帝，現任皇帝的父親。本故事開始的五年前就已過世，但其所作所為至今仍影響著皇族與後宮。
在兄弟相繼因疫病夭折後，身為唯一在生的皇子最終登上皇位，但因為極度內向與才智不足，成為了其母以及被外界稱為「女帝」的太皇太后的傀儡，不少臣民則私下稱呼其為昏君。「女帝」清楚知道自己的兒子沒有任何政治才能，故此寧可替他掌權一生，並給予他畫具作爲玩具來保護他。同時替他和當年過於年幼的安氏撫養及教育太子（即現任皇帝）作為合適的繼承人。
由於「女帝」的過度保護，導致他無法和成年的女性正常相處，只能在相對極為年幼的女性身邊獲得安全感，以致「女帝」只能擴充後宮，招募幼女入宮為奴婢及妃嬪。因後宮女性大多未有月事，即使生理發展早熟的妃嬪懷孕時也過於年幼，以致子嗣中只有現任皇帝和一個女兒（翠伶的母親）成功長大。在「女帝」過世不久，因長期使用含重金屬的顏料而慢性中毒跟著離世。
安氏曾以肚子剖腹產時留下的傷痕，威脅先帝臨幸已經成年的自己，因而成功懷孕誕下皇弟（以成年女性的姿態得到先帝臨幸屬罕見案例)。就先帝留下的女性畫像而言，安氏已從一度喜歡過的幼女成長為猶如「女帝」般威嚴的樣子。安氏認為他從未真正愛過任何女性，只有令他恐懼的「女帝」留下深刻的印象。
安氏（聲：能登麻美子）
先帝的皇后、皇帝和皇弟的母親。現為皇太后。
本是伴隨獲選為先帝妃子的異母姊姊（當時的中級妃，後來被下賜出宮改嫁他人）入宮的侍女，但實為家族計畫，為無法與成熟女性相處的先帝的真正後宮人選，作為庶女卻生理發展早熟的她也只能配合安排，故意接近先帝。
生下現任皇帝時的年紀比里樹妃還小，而不得不接受當時擔任後宮醫官的漢羅門的剖腹產手術，身上因此留下了永久的傷痕。在三十歲時成功誕下皇弟。自壬氏懂事起便十分重視其教育，不准他像先帝般過於沉迷一種玩具。
出於對先帝的厭惡而拒絕親自養育幼子，但對孫兒們十分疼愛，加上對阿多妃難產時帶走醫官優先醫治自己的愧疚感，因此默許她在自己和侍女水蓮的知情下，把華瑞月與皇弟掉包，因而讓華瑞月避開後宮的明爭暗鬥，在皇宮由自己和水蓮的保護下成長。討厭把自己送入後宮的娘家，因此從不幫助安氏一族干政。安氏一族決定把其異母姊姊(當年出宮改嫁的前中級妃)的孫女送入宮中擔任上級妃，也企圖拉攏華瑞月擔任攝政或繼承人。
鈴麗（聲：種崎敦美）
本名華鈴麗，皇帝與玉葉妃所生的女兒，排行第三，外表遺傳母親的髮色和樣貌。幼年時曾因「不明的疾病」而日漸衰弱，在玉葉妃採取了貓貓匿名的進言（避免使用含鉛的香料）下恢復了健康。很受皇帝、太后的喜愛。貓貓在翡翠宮除了擔任試毒的工作外，就是在其閒暇時間陪伴她一起玩耍，十分喜歡被太醫院豢養的三色貓毛毛，也喜歡外出遊玩。後來因貓貓辭去侍女工作，壬氏也前往西都工作一年多，以致年幼的她早就不認得兩人。

### 後宮

#### 皇后
玉葉（聲：種崎敦美／日笠陽子）
原貴妃，在產下皇太子（三皇子）後晉升皇后「玉葉后」。
本名楊玉葉，居於翡翠宮的皇帝寵妃之一，故事開始時19歲。出身戍西州（西都）楊家，是有著一頭紅髮與碧綠雙眼的胡姬，父親是西都管理者楊玉袁，母親是帶胡人血脈的歌姬，在封后大典後家族獲賜字為「玉字一族」。用人十分謹慎，不算貓貓在內，僅有4名宮女服侍左右，懷三皇子期間才又讓家裡送來為戍氏三姊妹作為幫手。因為所有侍女皆為同鄉，對她們待遇很好。
在生下長女鈴麗後，母女均因不明原因持續生病，因為貓貓調查出生病的真相（乳母使用含鉛香粉）救了兩人一命，為了報恩而將貓貓收為自己的侍女，專屬的試毒人。
晉位皇后之後，與孩子們遷至皇宮居住。由於太子遺傳了玉葉的頭髮和眼睛顏色，所以被保守派排斥。為了保證東宮安穩，玉葉以皇后的身分幫助不想繼位的壬氏，幫他擋下被硬塞到身邊的女子們，作為交換條件，請求壬氏在東宮長大前，不要輕易遠離政治中心。

#### 上級妃
梨花妃（聲：石川由依）
賢妃，居住於水晶宮的皇帝寵妃之一，23歲。看似高傲實則頗有氣度，娘家為皇帝的親戚。由於皇帝考慮到平衡前朝世家的影響力，加上貓貓在解開選定之廟謎團時所提到近親通婚對子孫後代的影響，以及祖先王母希望子孫娶西方故鄉的女子為后（加強與邊境他國的交流），故沒有考慮把梨花妃立為皇后。
與皇帝曾育有一子（前東宮太子，二皇子），但母子兩人都因不明原因衰弱，之後未聽從貓貓匿名的進言（避免使用含鉛的香粉）而導致兒子喪生，自己也病情加重臥床不起。在奉皇帝命令前來的貓貓診治下才恢復健康，對貓貓萬分感激以外也逐漸走出陰影，並接受貓貓從花街學來的「房中秘術」重新獲得皇帝的寵愛，以至於再次成功懷孕及誕下四皇子。
在樓蘭妃和里樹妃相繼離開後宮後，皇帝暫未有再選上級妃的情況下，她成為後宮中僅次於皇后玉葉一人之下，萬人之上。雖然娘家的權勢遠勝玉葉皇后的西都玉字一族及太后的安氏一族，但出於對皇帝的愛而不想為難他，也想好好撫養四皇子健康長大，因此拒絕保守派和娘家想更換長相符合傳統荔國人的四皇子為東宮的想法。
里樹妃（聲：木野日菜）
德妃，居住於金剛宮的皇帝妃子，14歲。出身卯字一族，亡母為前任家主的獨生女，父親卯柳是旁系過繼的養子兼家主，家中有異母兄長卯純和異母姊姊，常被姊姊欺負。原為前任皇帝的妃子，在先皇駕崩後出家，之後又被送入後宮成為現任皇帝的妃子。由於並未與先皇有過任何關係，加上年紀太小未受現任皇帝喜愛（與皇帝之間僅有猶如父女的情誼，視他為長輩般敬重，曾稱呼太子時期的他為「胡子叔叔」），所以對戀愛、男女關係等都沒有經驗而會因此受到精神衝擊。與阿多妃原為婆媳關係，兩人之間有著猶如母女般的情誼，但這也成了她險些被刺殺的原因。
因為上述的經歷受到後宮女官的蔑視與欺負，像是無法吃魚卻被迫吃下。在貓貓解釋症狀是過敏反應且有可能致命後，提拔了原本負責試毒的侍女河南作為自己的侍女長。個性單純，母親過早離世而缺乏長輩教導，而父親卯柳曾因誤會她是因政治婚姻而關係疏離的妻子外遇所生的孩子，所以一直只把她視為棋子漠不關心，直至貓貓發現父女倆與異母姊姊皆有天生缺少一顆門牙和魚肉過敏的遺傳，才釋除誤會。
後來因被外交使節利用白娘娘和宮女們來陷害引起後宮動盪而獲罪，但皇帝僅以廢除妃位及出家一年為「處罰」（實為讓她遠離不適合她生活的後宮及娘家），並對立下大功、對里樹有好感的馬閃許諾，以一年為限，承諾他可以提出任何一項賞賜。
在寺院紅梅館過着隱居田園的充實生活，飼養大量家鴨以供應給蝗災地區，自言比在後宮及娘家被侍女、親人欺負更活得自在。對多次拯救自己的馬閃互有好感。直至紅梅館開始作為太醫院試驗牛痘作為天花疫苗的實驗場，才被外公接回家中照顧。
目前重回家主之位的外公已答應考慮兩人婚事，並承諾另立旁糸子孫為繼承人，不會讓里樹像母親一樣淪為政治婚姻的附屬品。
阿多妃（聲：甲斐田裕子）
前淑妃，原居於石榴宮的妃子，35歲。母親水蓮是皇帝的奶娘，自幼就與皇帝、同為保姆之子的高順一起長大，在皇帝為太子時被納為太子妃(但出身平民的她自認為是曉事人的職務)。本與皇帝育有一子，但在生產當時難產，在同時皇太后也因為生下皇弟時難產，於醫師人手不足的情況下造成了失去子宮、無法生育的後遺症，孩子也在襁褓時期死去。實際上因生育時未有淑妃的名份，擔心孩子的將來而在皇太后安氏的默許下把他與皇弟掉包，那個孩子即為壬氏，交給皇太后、母親水蓮、高順及桃美悉心照顧，被掉包的皇弟則因侍女長風明不慎餵食對嬰兒有害的蜂蜜意外夭折。對於掉包以致皇弟夭折一事心感後悔。
外貌俊美、氣質中性，穿著男裝時與壬氏極為神似，因此有時也受託擔任皇弟替身。被貓貓認為她若為男兒身，必然能成為皇帝的輔助。儘管沒有和壬氏相認，但母子之間感情良好，偶然會相約一起喝酒，並關心他和貓貓之間的感情發展。由於出身卑微，所以對宮女下人們友善，會記住在石榴宮工作的宮女名字。
年幼時曾有離開宮廷以商人身份帶着母親周遊列國的想法，但因皇帝和兒子的關係而無奈放棄。雖然和皇帝為青梅竹馬，但自言兩人在歲月間只剩下情誼，成為妃嬪也只是為了看顧親生兒子長大，在男女感情上甚為淡薄。
和里樹妃已故的母親為至交，把里樹妃視為女兒般看待，在對方為先帝中級妃時與尚為太子的皇帝一直保護她免遭先帝臨幸，也在她出家後差點被父親安排嫁給年邁的老頭前，向皇帝請求讓她以上級妃的身份再入後宮，除保護她外亦希望她日後能出宮改嫁如意郎君。
因為失去子宮致長年不育，35歲的時候被除去了淑妃之位，離開後宮，被皇帝下旨於離宮生活。後被壬氏與貓貓託付養育因回魂藥復生之子姓家族的孩子們（包括先帝的外孫女翠伶），外交事件後又收留了假死的砂歐國前「巫女」。雖然已經脫離後宮，但因皇帝偶然仍會前來探望及作為妃嬪的年資深厚，前朝後宮眾人仍十分敬重她。
後來向貓貓坦白壬氏的身世和水蓮為自己母親的事，害怕貓貓步自己後塵失去遠離宮廷的自由，讓貓貓考慮清楚是否與身為「皇長子」的華瑞月在一起。為了兒子的選擇而說服皇帝放棄年輕時想她成為國母的戲言（皇帝視為諾言，實為只想留住一直想離開宮廷的阿多妃），並答應他不會離開國都，會在離宮陪伴孤獨的皇帝。
樓蘭妃（聲：瀨戶麻沙美）
淑妃，在阿多妃離宮後居住於石榴宮的妃子，17歲。出身子北州的子字一族嫡女。因為妝化得很濃，加上經常換不同服飾裝扮的緣故，讓人無法判別其真實容貌，藉此方便侍女作自己替身，讓自己也能扮作宮女四處遊走。
父親子昌是子字一族的現任家主與子北州太守，父女皆患有遺傳性色盲，祖先建立的隱世村莊擁有王母親信的西方血統；母親神美則是上代家主的獨生女兼先帝名義上的妃嬪，實為女帝威脅其家族的人質；家族為王母從西方故鄉帶來的近侍後裔。
曾化名「子翠」（異母姊姊翠伶的原名，也是自己的乳名），扮作下級宮女與小蘭、貓貓結交為友，同時也以此身份與姊姊翠伶及其他暗探交換情報。喜歡昆蟲，常常在北邊園林抓蟲、畫圖及向貓貓講述其在昆蟲圖鑑所學的知識，並把圖鑑贈送給診所，卻因此暴露自己學識不符合下級宮女的身份。
因不滿自己母親的作為(生女後包養男寵，漠視夫君的存在)，配合父親設下了子字一族反叛計畫，要把已經爛到根部的家族及前朝遺留下來的惡果一次毀滅。與壬氏交涉，交代父親計劃的真相以換取服用過回魂藥的家族子弟性命。最後因貓貓贈與的銀簪擋下突火槍的子彈，成功假死活下來，化名「玉藻」遠走海外異國。

#### 侍女
小蘭（聲：久野美咲）
後宮的下級女官，當初被父母賣進後宮。活潑開朗，天真老實，對貓貓毫無偏見而熱心與她相處。喜歡收集後宮的各種八卦傳聞，而貓貓也常用零食當誘餌與她交換情報，也教她讀書認字。在澡堂兼職期間，受到一位下級妃賞識，於出宮後到其娘家當妹妹的侍女。離開後宮前誤以為貓貓和子翠都受到拔擢而先出宮，因此委託赤羽把信件轉交給貓貓和子翠（給子翠的信也由貓貓收好），希望她們三人未來有一天能再相聚。之後有時會寄信去綠青館給貓貓告知自己的近況，但貓貓為避免小蘭會因自己和壬氏關係連累而遭到監視，加上小蘭忘記寫下回郵地址而無法回信。
紅娘（聲：豐口惠／新田京助）
玉葉妃的侍女長，30歲。一肩扛起翡翠宮內大小事務的苦命人。一直告誡貓貓要認清自己立場（基於貓貓算是同時兼任壬氏和玉葉妃的侍女，同時也得聽從壬氏的命令到各宮辦事與調查，雖然貓貓沒害人之心，但立場不明確），以致貓貓在子字一族叛亂期間被綁架平安歸來後，拒絕返回翡翠宮工作。儘管她其實想替玉葉后挽留這位通曉藥理的女孩，但基於貓貓後來轉職為醫佐女官，又是中立派代表羅漢的女兒，連皇帝也禁止她成為後宮任何人的侍女。
櫻花（聲：引坂理繪／上條沙惠子）
貴園（聲：田中貴子／守屋亨香）
愛藍（聲：石井未紗／河野茉莉）
貓貓在翡翠宮的侍女同僚們，有些誤解了貓貓的過去而對她十分疼愛。
櫻花與玉葉妃故鄉同在西州，本也是官家小姐。
白羽、黑羽、赤羽（聲：佐藤聰美（白羽）、上田瞳（黑羽）、伊藤美來（赤羽））
玉葉妃新調入宮中的侍女，自幼和玉葉妃一起長大的三姊妹。赤羽在貓貓的介紹下，認識了小蘭和子翠。在貓貓被綁架期間，赤羽替她向小蘭謊稱她和子翠在宮外找到工作，並向貓貓轉交小蘭寫給兩人的告別信。
實為戍字一族出身，是陸孫的表妹們，因三姊妹的母親（陸孫的姨母）性子慢熱，從不參與族務政事，少有人知她們一家的是出自戍氏，才能在楊玉袁和玉葉妃生母的幫助下逃離滅族之禍，以玉葉侍女的身份長大。
因為事發時黑羽、赤羽的年齡都還小，尚無法記事，只有白羽一人認出已改名換姓的陸孫為其表哥，暗中教唆陸孫除去玉鶯，替玉葉后免除後患。
杏（聲：木下紗華）
梨花妃的侍女長兼表姊妹，是梨花妃姑媽的女兒，長相與梨花妃相似，名字也成雙成對。自認出身和學識不比對方差，當初家族也是以陪嫁侍女為表面理由，實際上想以此接近皇帝來增加成為妃嬪的機會，但正因為娘家也是外戚，故此皇帝並不想擴大其勢力。她長期嫉妒梨花妃，並故意購入有墮胎成份的精油來陷害對方。但最後被貓貓揭發，被梨花妃掌摑後以出言不遜為由開除並趕出後宮，以此保住其性命及家族聲譽。
河南（聲：庄司宇芽香）
里樹妃的侍女長，原為里樹妃的試毒人。不知道里樹妃對魚類過敏，誤會她只是挑食，因此在遊園會時為戲弄里樹妃而故意調換她和玉葉妃的膳食(里樹妃的膳食原為海蜇皮，而玉葉妃的膳食原為鯖魚)，卻因此意外讓貓貓發現調換過後的湯品被人下毒(風明為暗殺里樹妃所下的毒)，僥倖替自己和主子撿回一命。此事也被貓貓暗中警告，但里樹妃沒有追究責任，更破格升任她為侍女長，從始決定洗心革面，忠心照顧處處被侍女們欺負的里樹妃。直至里樹再次出家後才正式離職。
風明（聲：日高範子）
阿多妃的侍女長。從對方尚是太子妃時就已隨侍在側，因為對阿多妃的忠心決定暗殺里樹妃，失敗且被揭穿後被判處死刑。同時家族也遭到連坐處罰，連有交情商人（包括當初販賣貓貓入宮的人販子）在後宮任職的「女兒們」也被大量開除。
深綠（聲：勝生真沙子）
在診所工作的老宮女，子氏家族當年以神美侍女的名義送入宮中的棋子之一，帶有與王母同出一族的西方血緣。因曾被先帝臨幸但沒有獲封妃子名份及家族背景，無法離開後宮，只能留在由皇太后安氏設立的診所工作，照顧因患上傳染病而需要隔離養病的宮女們。雖然沒有醫官資格而不能處方藥物，但透過羅門當年在後宮傳授防疫知識，懂得製作簡易酒精來消毒診所，取代只有庸醫工作的後宮太醫院，成為宮女看病的地方，卻同時也學會使用有害的香粉、精油來教唆宮女、妃嬪如何毒害皇嗣及其他妃嬪，以報復先帝給她們帶來的傷害。
但被貓貓發現真相後，配合翠伶把貓貓綁架偷渡出宮。在壬氏追問貓貓下落時，從他與年輕的先帝相似的長相看出其真實身份，立即服用酒精企圖自殺卻無果，最後她與診所中所有參與謀反或謀害皇嗣的老宮女們則集體遭到處分。
翠伶（聲：名塚佳織）
原名子翠，子姓家族家主子昌和先帝之女（嬰兒時被逐出宮的公主）所生的庶女，樓蘭妃的異母姊姊，先帝和宮女大寶的外孫女，有先帝御賜的鳳凰項鍊為證。外表與樓蘭有些相似，穿上男裝後受男女歡迎程度完全不輸給阿多妃和壬氏母子。
受嫡母神美欺壓，生母病故後，被逐出宮的前醫官收為徒弟，連本名也被嫡母奪去給樓蘭作為乳名使用。後來配合父親與妹妹的清除子姓家族的計劃，先後以女官和宦官身份入宮行動。同時也研究回魂藥以救下無辜的家族孩子們，因師父以身試用回魂藥後失憶及忘記一切所學的醫學知識，以致實驗達到瓶頸，只好綁架貓貓幫忙研究。最後與阿多妃一起照顧重生的孩子們。
十分害怕蛇蟲鼠蟻，但因師父不排斥研究禁藥及防止蝗災等前衛研究，所以在藥學上絲毫不遜色於貓貓，甚至懂得外科手術技能。
大寶（聲：久川綾）
翠伶的外祖母，深綠的友人，已故，喜歡鬼怪故事，負責每年夏至舉辦怪談會。神美的遠房親戚兼侍女，女帝執政年間，伴隨作為先帝上級妃兼人質的神美入宮，被先帝臨幸而生下一女。疑似女帝忌諱及打壓子姓家族，先帝拒絕承認其女及謊稱她和醫官私通，以致與女兒骨肉分離，自己也被趕至診所工作，直至老死。
其女在逐出宮後，由遭誣陷被罰宮刑的前醫官收養，兩人受子昌保護，在子北州的隱世村莊定居。多年後終獲先帝私下承認其血統，御賜鳳凰銀項鍊作為公主的證明，並賜婚給子昌為妾，生下一女子翠（翠伶）。然而，因神美也獲賜出宮嫁子昌為正妻，欺壓妾室及翠伶多年，以致其女也早早病逝。
雅琴
玉葉后義侄女兼新侍女。原為玉葉長兄玉鶯為了在後宮或皇族加入自己獨有勢力，及分薄皇帝的寵愛，故意選中外表和玉葉相似的混血胡姬、家中剛定居農村的西都前游牧民之女雅琴，收為義女及培訓禮儀，為日後嫁給皇帝或皇弟作準備。但涉世未深的雅琴不清當中的因由，被送到京中後，更因對人生地不熟而逐漸依賴作為「親戚」的姑母玉葉后和義祖父玉袁國舅父女，聽從他們的指示，先以侍女身份留在玉葉后身邊學習社交技巧，到合適時期再由兩人作主嫁給權貴。

### 女官
桃美
高順的妻子，麻美、馬良、馬閃的母親，雀的婆母，壬氏的乳母，從小就服侍他，為人氣勢強悍。十分在意自己比高順年長一事，拒絕被他稱呼為「大美」。
雖然身為養子的丈夫高順因改名和服侍壬氏父子的關係而不繼承家主之位，但婆母已故、家族也將由兒女繼承，故麻美雖然沒有正式的職務，卻是馬字一族的實際掌權人。
麻美
高順和桃美的女兒，馬良、馬閃的姊姊，雀的大姑，和母親一樣氣勢強悍。已婚，育有兩子，丈夫馬琴也是來自馬字一族的旁系，因此馬閃認為姊姊、姊夫比他更適合繼承家主之位。因壬氏缺乏侍女，所以會兼職擔任侍女工作，替不善交際的馬良代言翻釋，也會幫助壬氏快捷處理各種公務。
雀
馬閃的大嫂，馬良的妻子，育有一子。因為對照顧孩子沒有興趣，兒子多半交給大姑麻美照養。雖然是政治婚姻，但夫妻之間的感情並不差，馬良也承諾絕不拋棄她。害怕強勢家婆桃美，經常被她催生二胎。
出身皇族專屬諜報部門的巳字一族，魯侍郎的徒弟，擅長間諜情報，但平常以天然個性令人忽略此事實。兼職當壬氏的侍女，但實際在情報方面的直屬上司是皇帝，主君則是阿多妃，主要任務是「讓月君幸福」，故而處處照顧着壬氏及貓貓，甚至不惜令右手受傷也護佑貓貓安全。在西都之行查出楊家玉字一族的秘密。
母親也是巳字一族的傳人，和魯侍郎為同門，受命秘密潛入西都成為楊玉鶯(玉葉后的長兄)的妻子，夫妻倆先後生下三男一女（即為雀同母異父的兄弟姊妹，所以玉鶯的子女既是楊家「玉字一族」嫡系子孫，也是「巳字一族」的分支之一）。雀的母親在嫁給玉鶯後，利用楊家的門路，以經商為藉口，前往砂歐為刺深情報，期間因為船難意外流落它地，為免身份暴光，與當地商人（即雀的父親）結為夫妻。潛伏了一陣子後，在魯侍郎的師父協助下才得以脫身，歸國時拋夫棄女，也徹底把出身及外遊期間經歷隱瞞玉鶯，兩任丈夫自始至終也不知道自己僅為妻子利用的對象。後來雀的父親千里尋妻無果後亡故，還不到十歲的雀無力保護家產，財產被親戚奪去，失去一切的雀跟隨傳教士向東方遊歷來到茘國。
在西都落腳期間偶然發現母親為楊家長媳婦的身份，潛入宅第時被魯侍郎發現，因有通曉多國語言的才能被他收為徒弟，帶往首都居住。為報復生母而決定讓自己在「巳字一族」能力和排名遠高於生母及異母弟弟虎狼，想令母親後悔拋棄她。
西都之行尾聲的事件導致右手被廢後，雀也開始考慮傳人的問題。因為馬閃暫未有子嗣，自己的孩子可能需要留在馬家，因此她正式收卯純為徒弟，承繼「巳字一族」的衣缽。
水蓮（聲：土井美加／新田京助）
服侍壬氏的老侍女，也是他的保姆。平民出身，但曾做過皇太后安氏的貼身侍女，是皇帝的乳母，阿多妃的母親，壬氏的外婆。
自安氏懷上現任皇帝起，就侍奉安氏和撫養皇嗣至今，平安把皇帝及壬氏撫養成人。少數知道壬氏真實身分和身世的人，與高順相同，會將貓貓稱做小貓，也認可對方是能夠留在壬氏身邊的人。

### 武官、文官
高順（聲：小西克幸／津田健次郎）
表面上是輔佐壬氏的宦官，實為武官。37歲。高順是宦官身分的名字，本名不詳。
是世世代代都在護衛皇族的「馬」字一族的一員，母親是皇帝的保姆之一，因此與皇帝、阿多妃和里樹妃的母親是自童年以來就相識的好友關係。本來只是馬家旁系成員，但因原繼承人被廢嫡而被家主過繼收養。
在壬氏尚是個小孩子時就擔任起對方的護衛，妻子桃美也是壬氏的乳娘，是對這位主公十分忠誠的苦命人，經常為壬氏不符身份的行為感到頭痛。希望壬氏早日成婚，這樣他就能有更多時間抱孫子。相當照顧貓貓（雖然也對她對藥物的癡狂感到無奈），因為貓貓表示不需對她使用尊稱的提議而將對方稱為「小貓」。對外宣稱是因女帝的關係而被逼去勢和改名為高順，實際上與壬氏一樣都不是真正的宦官，為了能出入後宮而使用了會降低男性機能的藥物（以前在後宮的醫官尚未全面替換為宦官擔任前，供出入後宮的醫官們飲用），該藥物有著若是長期使用會造成男性功能完全喪失的副作用，因此擔心壬氏的身體。至於本人則表示自己已在16歲時結婚，並育有三個孩子（麻美、馬良、馬閃），甚至已經有孫子，而不需擔心此事。
李白（聲：赤羽根健治／内匠靖明）
有著千錘百鍊的健壯肉體的犬屬性武官。在園遊會時巧遇貓貓而和她結下緣分，後來也因與她有交情的關係而意外被壬氏看中其才華，有意拉攏。
雖然年輕卻因為才能出眾而位居高位。是個不擅長拒絕他人請求的人。透過擔任貓貓請假出宮的擔保人一事為交換，成功被貓貓推薦給綠青館的白鈴認識。不在乎白鈴接過客，努力存錢打算替她贖身。
馬閃（聲：橘龍丸／松岡禎丞）
馬字一族的繼承人，王宮的武官之一，高順和桃美的么子，自幼和華瑞月一起長大的護衛。
性格嚴肅正經，自幼天生神力，大到若不收力連自己都會因反作用力受傷，年幼時曾不慎誤傷姊姊與家中侍女，導致其不擅與女性相處，但在他眼中絲毫不像柔弱女子的貓貓、嫂嫂雀為例外。
因兄長馬良完全無法交際應酬而當上家族繼承人，不過馬閃也很不擅長文書及政務，覺得自小跟母親學習打理家事和政務的姊姊麻美及姊夫比自己更適合繼承家族，自己更願意侍奉華瑞月。
與里樹互相有好感，後在貓貓、壬氏和家人的推波助瀾下，不但感情更進一步，甚至兩人婚事已先後獲得皇帝和里樹的外公默許。
馬良
華瑞月下屬的文官，高順和桃美的長子，馬閃的兄長，雀的夫君。處理公務文書的能力出眾，但不擅交際，甚至會因社交恐懼而患上胃病，言談也交由姊姊麻美代勞或解釋。在父母的安排下，已娶妻生子，妻子雀的性格剛好與之相反。
馬琴
東宮的護衛，麻美的夫君，高順和桃美的女婿，馬閃、馬良的姊夫。性格温和，擅長社交，經常代替兩位不擅言談的小舅子，和妻子代表家族與權貴交流。
靜
華瑞月下屬的文官，喜歡下棋。原本是其他官署的官吏，只是在馬閃養傷期間借調給皇弟幫忙，但因為能力優秀，且是少數能不受華瑞月美貌影響的文官，因此被留了下來。
漢羅漢（聲：桐本拓哉）
有著狐狸般的細眼、戴著單片眼鏡的軍師，位列「太尉」，是荔國除皇帝外品階的最高武官，因為言行怪異、話中帶刺而被他人疏而遠之。從小就無法辨識他人的長相（卻唯獨能識別愛人鳳仙與女兒貓貓的長相），在叔父的建議下用自己擅長的圍棋與將棋的棋面來代替人臉，這也讓他把其他人當作棋子來使用，使他獲得了知人善任的評價。
雖不善武藝，但因足智多謀，在武官之中有著極高的地位，歷來企圖陷害他的人均遭受到地獄般恐怖的報復，連皇帝在內的所有人皆不想與他為敵。但也因臉盲及個性古怪而無法與人正常交流，所以在工作時身邊總帶著副官出行。被貓貓形容是直覺準確得讓人羨慕的人，憑靠敏銳的直覺識破了壬氏的身份。
曾為了替貓貓母女贖身而以父親貪污罪證威脅，從父親手上奪得羅字一族家主之位，把其和異母弟弟一家趕至鄉下生活。一直以為鳳仙早已逝世，直到最後在貓貓和梅梅的幫忙下，成功用半生積蓄娶到已病入膏肓的鳳仙回家。迎娶鳳仙時，歡慶整整十天。
實為貓貓的生父、漢羅門的姪子。因為過去犯下的錯誤想將貓貓認回，但被把羅門當成父親的貓貓給排斥、厭惡（第一次見面時貓貓被老鴇打得頭破血流的羅漢嚇到）。與貓貓不同，喝點酒就會當場醉倒，因此平時都是喝果子露（果汁）代替。十分敬重對自己和貓貓有教育之恩的羅門。
在鳳仙死後，一度失魂落魄地到鄉下祖宅，告知自己娶妻一事以求父親承認鳳仙的名份（一般贖身妓女只能以妾室身份嫁人，世家的正室夫人地位必須獲得父母承認，故此貓貓只算為庶出千金），後來由貓貓和羅半接回家，並積極把與鳳仙下圍棋的棋局編輯成書，出版的棋譜大受歡迎至前廷官員、家屬及民間百姓皆買回家閱讀珍藏。
漢羅半（聲：豐永利行／小林千晃））
是漢羅漢的姪子與養子，家族繼承人，文官。19歲，貓貓的堂兄與義兄。戴著眼鏡的樣子與養父相似，擁有不遜於貓貓的調查及推理能力，受生母對金錢觀十分敏感的遺傳下，自己擅長算術及生意，經常掛着算盤在身旁，負責管理家族的經濟來源與收入。與養父相比，和貓貓的關係較好。
由於曾替羅漢收集祖父罪證以助他上位及自願過繼給羅漢為養子的關係，所以原生家庭厭惡，但個性老實、研究農務的父親對家主之位沒有野心，所以父子感情良好，甚至會一起研究如何推廣易於種植的農作物（如紫薯）以推動地方經濟發展。另外還有一位跟著父親學習農務的親兄長漢俊傑。
陸孫（聲：內山昂輝）
漢羅漢的前副官，擁有過目不忘人脸及名字的能力，因而被臉盲症的羅漢選中，小時候曾在故鄉西都與被調職至當地的羅漢下棋。後被調職至西都工作。少數知道楊玉袁的子女皆為連同生母一併收養的全部事實。（連玉葉妃也不知實情，玉鶯也只是透過被修改過的戶籍知道自己是曾為奴隸的母親及其前主所出。）
本名不詳，實為戍字一族的嫡系之子，身為族長的姨母、母親、姊姊及族人皆為楊玉鶯所謀殺，向朝廷舉報戍西州謊報石炭出產量(實為開採石炭作燃料用以振災)，謊稱父親不詳的自己為皇子，使戍字一族全滅。
由於陸孫的母親和識風部族後人楊玉袁因生意來往有深厚交情，所以被楊玉鶯誤以為陸孫是楊玉袁的親生子，引致幼年時的殺身之禍。因假扮男裝的姊姊替死，成功避過一劫。在楊玉袁的安排下，秘密被居住在首都、已經脫離戍氏的陸家夫婦收養，並以他們死去不久的親生子陸孫之身份繼續生活。
為自保及西都的未來，親手將企圖侵略砂歐國的楊玉鶯殺死，再嫁禍給玉鶯所殺的拓跋，此舉得到皇帝及負責諜報的「巳字一族」默許，後留在西都輔助新任代理領主楊邸梟。
知道其身世只有玉袁和表妹白羽，小時候認識的玉葉可能知道少許內情。
音操
漢羅漢的副官，在陸孫未入職前已經是羅漢的副手，苦於照顧羅漢，對陸孫調職一事心感遺憾。
魯侍郎
禮部侍郎，在禮部中是僅次於尚書的高官，西都之行當中作為壬氏的副手一同前往。姚兒的叔父。
實際上是巳字一族的傳人，雀生母(玉鶯的妻子)的同門，在巳字一族當中排名相當靠前的高位者。做為一個間諜本不應該出任如此顯眼的官職，但是因為本家兄長驟逝，唯一的侄女姚兒也尚未成親，不得已之下只好返家接下宗祧，還被逼娶下兄長遺孀為妻，卻因此被姚兒討厭。目前最大的心願是早日替侄女尋找合適的夫婿。
潛伏在西都的時候抓到潛入楊家宅邸的雀，在得知天賦異稟的雀有巳字一族的血脈後，動了收傳人的心思，收留了雀為徒弟，更為她尋到馬字一族的親事，為孤苦伶仃的徒弟尋到能稱為「家」的安身之所。雖然是同脈，但是魯侍郎對雀的生母玉鶯夫人相當不屑，稱其為「只有美貌的女人」，並將當年玉鶯能暗算戊字一族成功的原因歸責於夫人無法像優秀的蛇一樣從內部綁住玉鶯，讓他不能任意妄為。

卯純
里樹妃的庶長兄，原家主卯柳的長子，生母原本是父親的原配夫人，因父親為繼承本家而入贅，另娶里樹的母親為正妻，因此他和同母妹妹的地位也變成庶出。表面看起來膽小，但善於製造流言風聲，被雀收為徒弟，成為巳字一族的傳人。因父親被趕出主家，受到牽連而從文官轉職武官，連帶「卯」字賜字一併被家主收回。討厭父親和同母妹妹的作為，更喜歡可憐卻努力的嫡妹里樹，並尊敬經商持家有道的生母和嫡母。

### 醫官、醫佐女官
醫官（聲：鹿糠光明／小形滿）
本名虞淵，負責診治後宮成員的中年男性宦官。雖然當初對貓貓能插足自己的工作領域有些不滿，但實際上是個很好說話的老實人。貓貓也會主動拿出些好處（如在後宮裡採到的松茸）與他分享，使兩人關係變得不錯，他後來甚至會向貓貓及羅門請教知識。
以醫師的能力來說很差勁，只會做虛有其表的「檢查」，連暈船及感冒都分不清，經常判錯症，貓貓私底下會稱他為「庸醫」，因宮廷裏找不到其他能力較佳的宦官醫者而勉強留下，甚至因此白得一個「上級醫官」的虛銜。（因先帝聲稱生下公主的宮女大寶曾與太醫私通，以致後宮任職的醫師必須先淨身為宦官，所以優秀的醫師都不願意在後宮任職。）當年僅勉強通過筆試，實技則是連解剖動物都做不到，害怕屍體和昆蟲。多年來被後宮眾人閒置，宮女只會去不能處方藥物的診所或出宮養病，連妃嬪產子也是對外僱用穩婆接生，及僱用侍女試毒。
雖然能力不佳但是性格樂觀，且有自知之明，對於不理解的事一概不問，也任由雀和羅漢直接叫他「庸醫」。（包括貓貓在內的知情人也最多在心底喚他「庸醫」，平常還是叫「醫官」。）
家中原本以造紙維生，因女帝禁止砍伐上乘的樹木以致影響家業生計，姊姊先賣入宮中為宮女卻下落不明。為阻止妹妹步上後塵，也因宦官的身價比宮女高而決定淨身。然而，回鄉探親時還是遭外甥歧視。
在認識貓貓後，經常和她在藥房喝茶吃點心（但經常公器私用，把珍貴的冰水和生藥當茶水點心），交際層面也越來越多（多為貓貓的同事、朋友）。後來出診和製藥時，基本上都是充當助手，處處聽從貓貓及羅門的吩咐。製藥能力沒多進步，反倒製作點心的能力越來越高。
在西都之行，被壬氏利用為羅門的替身（私底下只有壬氏及貓貓等人知情），打算誤導想拉攏軍師漢羅漢及其親屬的西都暫代領主楊玉鶯，但因同時安排李白等人護衛他和貓貓，加上庸醫足不出戶，也沒像羅字一族的成員有驚人表現，故此計沒有派上用場。但因被壬氏要求去掉胡子的關係，經常被不知情的旁人當成負責清潔或廚房的大嬸。
劉醫官
上級醫官，在前廷軍府附屬的尚藥局工作，羅門的朋友，曾經和羅門一起前往西方留學，也在對方解剖屍體期間被當地居民追殺時，救過他一命。在女帝未禁止非宦官的醫官出入後宮前，也曾飲用藥物以便在後宮工作。因為羅門的請託，對貓貓十分嚴謹，禁止她利用關係謀利或借治療病人、傷者為藉口做藥物實驗，也有擔心她涉及皇室秘密太多而不能抽身。儘管社會風俗有重男輕女的傾向，但在壬氏利用特權及自己也認可貓貓的實力後，加上考慮醫佐女官日後有必要獨自進行手術的風險（後宮、世家婦女禁止男性醫官接觸女性），准許貓貓能和見習醫官一起上外科實技課。
楊醫官
出身西都，有外國血脈的混血兒，任職尚藥局的上級醫官，也是羅門的朋友，天佑的師父。讚嘆羅門比自己更懂得教育徒弟，能糾正徒弟的「怪癖」用於正途，遵守醫德。與國丈楊玉袁沒有親戚關係，為西都本土居民的老楊家出身。不懂得政治，因為害羞而沒有宣傳自己為皇弟月君派遣的醫官，以致常常被不清楚內情的西都居民誤會為玉鶯的親戚。
姚兒
本名魯姚兒，醫佐女官，與貓貓同期以榜眼(第二名)通過女官考試的同僚，在通科（詩詞歌賦的知識）上比貓貓的成績高，但在醫學專科上遠遠不及她。一開始有些嫉妒背後有人「推廌」（以為是靠家族關係，並不知道實為帝后和皇弟三人共同推廌）的貓貓以榜首取得特別花結，但了解貓貓的實力和經驗後也不得不心服口服。積極學習醫學知識，但對涉及外科手術的禁忌知識仍有些保守及厭惡，也阻止貓貓自殘手臂去做藥物試驗。
同期三人中最為年幼，不諳世事的大小姐，但因長年服用燕燕刻意準備的雪蛤而發育成熟。由於過往被燕燕照顧得太好，過於缺乏基礎工作技能和常識，所以目前在手術方面只能擔當助手，現已學會簡單的烹飪技。
在父親去世後，家中沒有兄弟，被叔父魯侍郎繼承家主之位，母親也改嫁叔父，因而過着較一般世家小姐簡樸些的避居生活，不介意做侍女般的工作（但十分害怕蟲類青蛙等生物）。為了改變未來不被長輩擺佈未來及婚姻，而決定當上女官中最為艱深的醫佐女官，自力更生來反抗長輩，甚至在放假時為避免相親而躲在貓貓的「老家」（即羅字一族的祖宅）。似乎在借住期間對羅半產生好感，在貓貓前往西都之後以各種理由賴在羅家不走。
燕燕
醫佐女官，與貓貓同期以第三名通過女官考試的同僚。姚兒在家中的侍女，也暗戀姚兒。跟開餐館的兄長學會優秀的廚藝，本身的實力超過姚兒，只是故意遷就姚兒而在考試中少填幾題。有自學外語和醫藥學，洞悉人心，也會自行查探貓貓不凡的出身及經歷，只是經驗上遠遠不及貓貓。曾一度因同性戀的關係而被壬氏看中，短暫調任為其侍女工作，因而怨氣冲天。直至姚兒中毒出事後，才調回尚藥局工作。
李天佑
見習醫官，對燕燕有些興趣，故意把貓貓錯叫為「咪咪」，導致同行至西都的醫官們都誤會貓貓的名字，令貓貓不得不逐一糾正眾人的叫法。為皇族旁支血緣的醫官華佗和獵戶女子(玄祖父母)所生的後人之一，和女華是堂姊弟，也是出身獵戶。其父親持有華佗的半塊翡翠玉牌，另一半被伯父帶走，贈與女華的生母。自小喜歡肢解動物，被楊醫官發掘天賦而收為徒弟，與貓貓一樣最早通過實技課，外科手術上略勝一籌。對有興趣的事觀察力強，懷疑貓貓能參與外科實技課及西都之行並非因家族背景(羅漢)，而是另有貴人（壬氏）相助。
在父親遭一知半解的世家子弟揭發為「罪人的子孫」及放火焚家時，得到貓貓和壬氏及時解圍，並透過父親提供的線索，一起找到祖先留下的「華佗之書」，由壬氏代表皇族收回及找專業工匠修復。

### 煙花巷
梅梅（聲：潘惠美）
「只要上門喝酒一晚就得花掉一月薪資」的王都第一青樓「綠青館」的三大頭牌之一，和女華一樣賣藝不賣身。
過去是貓貓的母親鳳仙帶出來的後輩，一度暗戀過漢羅漢，但最後選擇成全他和鳳仙。以前經常與漢羅漢下棋，後來被棋聖看中才華而被贖身並收為徒弟。
白鈴（聲：小清水亞美）
「綠青館」的三大頭牌之一。三人中最年長，是個正在期待「白馬王子」的自由戀愛主義者。
擅長舞蹈，患有失讀症（閱讀障礙）。被貓貓形容性慾很強，會把人榨乾。因為喜歡肌肉健壯的男性而看上了被貓貓推薦來的李白。雖然不曾生育，但是因體質特殊能產乳的關係，擔任貓貓小時候的乳娘，替卧病在床的鳳仙照顧她。貓貓雖然喊白鈴為姊姊，但對她來說是猶如母親的存在。
女華（聲：七海弘希）
「綠青館」的三大頭牌中最年輕的，才華頗高，被認為若是去考科舉也能輕易中舉，有不少科舉考生以聽她讀書上課為中舉運氣，花費千金。冰山美人，賣藝不賣身，討厭男性，接到不識相的男性客人會作詩洩憤。因為身為獵戶的生父自稱有皇族血統，欺騙作為妓女的母親生下她，所以為自己改名「女華」。後來證實其生父留下的遺物--去掉名字的翡翠玉牌確為代表皇族身份之物，女華擁有皇族旁系血緣，是和堂弟李天佑同宗的華佗後人。為免招惹禍患，女華把翡翠玉牌托付貓貓轉交給壬氏，不再以「皇族私生女」招牌接客。
因為老鴇年紀漸長，女華也不願意自己贖身，因此開始慢慢接手老鴇的管理工作。
老鴇（聲：齊藤貴美子）
「綠青館」的店主兼管理者，貓貓稱呼她為「婆婆」。尖酸刻薄的守財奴，對金錢十分敏銳，對貓貓表示要是無法還債可以來綠青館當妓女抵債（實為企圖趁機向羅漢索要高額贖金）。年輕時曾是煙花巷草創時期的頭牌妓女，50年前曾進宮為西域特使獻舞，意外獲得「月精」的稱號，因此得到對方贈送畫像回禮。
鳳仙的生母，即貓貓的外婆，但母女倆都不承認這個關係。
鳳仙（聲：桑島法子）
原綠青館的妓女，貓貓的母親，老鴇和客人生下的女兒，與生母和女兒的關係都不親近。擅長圍棋與將棋（在漫畫與動畫中改為象棋），也是少數能在圍棋上贏過漢羅漢的人。後來因為生下女兒貓貓而身價大跌，此時羅漢又因為家族命令遠赴西都，誤以為被羅漢拋棄、加上染病後精神失常，切斷自己的手指以及貓貓小指指尖寄給羅漢。
在羅漢離開的期間，因過往染上的梅毒發作而形同廢人遭到隔離（被老鴇對外宣稱已死），此時通過書信發現蛛絲馬跡的羅門來到煙花巷，收養貓貓並盡力治療鳳仙。故事開始時已病入膏肓多年，早已神智不清，靠著羅門的藥方跟貓貓、梅梅的照顧勉強維持性命，後在貓貓的謀劃下，被羅漢以頭牌的身份贖身，贖身一年後因病過世。
右叫
綠青館的男僕領班，力大且身手不俗，經常負責處理喝醉鬧事的客人。
趙迂（聲：藤原夏海）
原名「響迂」，樓蘭和翠伶的遠房堂弟，子姓家族的嫡系少爺，父親名叫子螂。
因服用過回魂藥（假死藥）的後遺症導致失去大部分記憶，僅對自己的原名、學過的知識及左膳有些印象。故此，阿多妃決定把他與其他子字一族的孩子們分開撫養，寄養在貓貓的花街醫館中，學習在市井中自食其力，讓他不用在軟禁離宮中渡過餘生。對藥學毫無天賦，但十分擅長繪畫且很有生意頭腦，會到處替妓女們畫像及販賣以獲取零用錢來買高價品質佳的紙張。
左膳
本名不詳，曾在在子氏家族工作的農民兼僕人，因為這段過去而選擇拋棄自己的原名。曾負責看守囚禁貓貓的藥室，後逃亡到市井變賣書籍時被貓貓發現。被貓貓帶到花街後原本是交給右叫想訓練成綠青館的男僕，因此把他按「右叫」的名字另起名「左膳」，但是性格不夠機靈，只會做被吩咐的事情，不會主動幫忙而不被右叫看好。後被貓貓發現過去曾跟翠伶的師父（前宮廷醫官）學過辨認藥材，因此改安排他在花街醫館擔任見習藥師，跟貓貓及克用學習常見的藥方及打理生意，並照顧趙迂。
雖然不會主動幫忙，但是只要是被吩咐的事情就會努力做到最好，對藥方學的很快，被貓貓形容在藥學上的天賦比庸醫更好。
梓琳
因窮困的父親交不起自己的醫藥費，故經常帶自己去找羅門看病，直至被貓貓追討欠款，於是姊姊賣身給綠青館當妓女，自己則在綠茶館當送茶水饍食的丫鬟。常常和趙迂一起玩耍。

### 市井
漢羅門（聲：家中宏）
花街的醫生，貓貓的養父與傳授她藥理的老師。過去是後宮的醫官與宦官，曾在後宮各處種植了不少草藥，後因為接生的皇子死去的緣故遭到了削去一邊膝蓋骨的肉刑並被趕出後宮與羅家。實為貓貓生父漢羅漢的叔叔，也就是貓貓、漢羅半和漢俊傑的叔公。
曾去過西方留學，有著為了接生現任皇帝而對皇太后施行過帝王切開術的高超醫術，卻也因此被女帝強迫成為宦官，以方便在後宮工作。是個因為貓貓對自己的用藥實驗而一度被旁人懷疑有虐待貓貓嫌疑的苦命人。由於荔國法律規定女性不能做為「醫官」執業，加上跟他習醫必須學習超越當代一般道德倫理的解剖學，即使在西方國家也會被視為女巫處決，所以他自小只傳授藥理知識給貓貓，並禁止貓貓接觸屍體以及以人體為材料的生藥，希望她成為藥師而非醫官，但在貓貓知曉一切後，仍決心接受醫學訓練，終於也放棄堅持，開始教導她「華陀之書」（解剖學）的理論。
在被兄長趕出家門前，在羅漢的書房發現鳳仙的信及母女兩人的斷指，於是前往綠青館收養貓貓及替鳳仙治療，並在花街開設醫館。因長期為貧民免費治療及缺乏做生意的頭腦，經常被貓貓擔心其生計。在貓貓發現玉葉妃懷上的皇子可能是逆產兒後，經她推薦下，官復原位，成功替玉葉妃和梨花妃接生皇子們，並致力在後宮推廣健康教育。後來甚至為皇帝進行切除闌尾炎手術。花街醫館則由貓貓及其訓練的學徒左膳接手經營，並在羅半的邀請下，偶爾也返回老家宅第。儘管不受兄長歡迎，但子侄孫輩皆對他十分敬重，羅漢更是視他如父母般依賴，常常在他於太醫院當值時跑去串門。
漢俊杰
羅半的親兄長，貓貓的堂哥，羅漢的侄子。由於貓貓不記名字的慣性，被她戲稱「羅半他哥」，連帶壬氏等人也以此為稱呼。長相普通，連名字也因沒有賜字而經常和別人撞名，甚至因此被遺忘在西都(反而是同名同姓的少年作為照顧羅漢的隨從而被誤會帶走)。
在羅漢奪走家主之位後，隨父母祖父搬到鄉下宅第居住，並跟父親學習農耕方法和專業知識。儘管因世家子民傲氣而不想被人稱呼為農夫，但在被父親、羅半和壬氏忽悠到西都教育轉牧為農的居民耕作和防蝗工作上，發揮最大作用，當地學者甚至把其遺留的日記當成重要文獻。期間也曾遭到蝗災、異教徒和盜賊追殺等危機，也因為和貓貓把玉字一族的宅第園林和温室改為種植農作物和生藥而被園丁們記恨。
西都之行結束後，漢俊杰做為農業方面的顧問又留了一段時間才自行返回國都的羅氏祖宅居住，對「借住」在宅第的燕燕有好感。把祖宅園林改為農地種植蔬果、香草和生藥。
栀子花
太后安氏素未謀面的侄女，是太后娘家家主兼異母兄長豪和妓女出身的小妾所生的庶女。名字由嫡母茉摘花夫人所起，家有3個嫡出的兄長。
本來應該是為家族聯姻而培養的千金，卻因生母害怕女兒長大後會過繼作為正妻的女兒出嫁後，自己會失去固寵工具而被丈夫趕出家門，因此自小被生母虐待不給飽餐且經常下毒，以致營養不良，以此令生母博得父親同情，並誤會正妻虐待其女。但實際上，嫡母出於同情，一直托兒子們和下人送牛奶給她喝以補充營養，意外幫她解毒，並在多番勸阻丈夫無效後，向太后求助，由皇弟華瑞月等人介入事件。
最終，栀子花被送到羅字一族宅第養病，由貓貓、姚兒和燕燕照顧，身體逐漸恢復健康。兄長也會送牛奶前去探病。由於自小連飽顿一餐也艱難，因此對眼前任何食物都很執著，言行上比起世家千金，更像飢民。

### 子字一族
子昌（聲：長）
樓蘭妃的生父，先帝時代曾受到其母女皇的寵愛，因此直到現在皇帝都得讓他三分。笑裡藏刀，內心讓人捉摸不透，由此得來稱號「老狸」。
原本是子字一族的旁系，但因天資聰穎，身上又流有某種特殊血統，便以養子身分進入後繼無人的神美的家族嫡系而獲得「子昌」之名。
神美（聲：深見梨加）
子昌之妻，樓蘭妃的生母，50多歲。以妝容與華麗衣裳掩蓋衰老的容貌，心如蛇蝎，生性暴力，忍受不了被羞辱，企圖透過子昌毀掉長年以來愚弄自己的荔國。

### 西都
楊玉袁
戊西州太守，大商人，戊氏識風一族的後裔，是個睿智且富有遠見的人。
玉葉、玉鶯、大海等人的父親，知道自身沒有生育能力，因此會刻意迎娶懷孕的寡婦為側室，並且會訂下契約，玉袁會將孩子視如己出，孩子們會得到一個更好的出身，側室夫人們則必須提供自己的專業技術（例如釀酒、織造、畜牧等等）為玉袁的商團服務，同時需要將這些技術教會給自己的孩子。玉袁迎娶了一共11位側室，加上正室西母，共有子女七男五女，很快就將生意做的極大。且因為自身血統的因素，跟當時的太守戊字一族也保持良好關係。西都人會稱世代在西都行醫維生的楊家（楊醫官的本家）為老楊家，稱玉袁一手建立的楊家為新楊家。
年輕時原本打算入贅夫人西母所在的識風部族，沒想到該部族在砂歐境內被滅，西母落入奴隸商人手中，數年後玉袁找到她時，西母與同族的族人（拓跋生母、玉鶯的奶娘）已經懷上了同一個奴隸主的孩子，幸而生下來的孩子玉鶯幾乎沒有砂歐人的外貌的特徵，玉袁便對外宣稱這是自己的長子，開啟了自己娶妻擴張的策略。
在戊字一族被玉鶯暗算覆滅後，出於愧疚與自己身為戊字血脈的責任，玉袁先是救走了陸孫、白羽三姊妹與她們的母親，藏在自己的第十二夫人（玉葉生母）那裡，陸孫因為身分敏感，後又送往了國都交給陸家，白羽三姊妹與其母則就此改名換姓，在十二夫人的庇護下生活。後又以錯誤詔令為籌碼向中央談判，雖然無法爭取到為戊字一族平反，但是作為折衷安撫的辦法，由同樣戊氏血脈的玉袁接掌戊西州太守。
容易對家人心太軟，很早就知道玉鶯的問題，但因為對亡妻西母的承諾，始終不願意剝奪玉鶯的繼承權，只是在自己還在的時候予以壓制。在玉袁因為賜字儀式被召往國都時，藉機將職務為太尉副官的陸孫要了過來，安插在玉鶯身邊作為保險。
楊玉鶯
玉袁長子，玉葉長兄，楊家唯一的繼承人（因為其他兄弟姊妹均為側室所出），在玉袁被召往國都後接掌戊西州太守之職。實為玉袁的正妻西母在奴隸時期懷上砂歐奴隸主的孩子，但因玉袁患有不育症和對西母愧疚而把玉鶯視如己出。長相沒什麼近似砂歐血脈特徵，但實際上和生父、異母兄長拓跋頗為相似，且外孫女小紅也隔代遺傳了棕髮的特徵。由於不喜父親接連納妾「生子」的緣故，所以只娶一妻，且妻子流落砂歐數年的經歷也沒有把她拋棄，只是從始退居幕後，並不知道妻子出身和在外國的經歷。
因為自己實際上是私生子的經歷而極度排胡，曾指使子女欺負有胡人血脈的妹妹玉葉，也甚少送來自家鄉的侍女入宮，令玉葉在貴妃時期比其他上級妃更缺乏侍女，但是表面上隱藏的很好，只有家人才清楚的他的問題。擔任太守期間執政公允，擅長用演講和優待政策裝出愛民如子的樣子，深得西都民眾愛戴，但是因為內心扭曲，在處理跟自己切身相關的事情時手段往往過於極端，例如為了掩蓋自己的身分而設計覆滅戊字一族，或是為了以石炭緩解蝗災帶來的壓力，竟準備擅自對砂歐開戰等等。
因為擅自開戰一事實在過於失控，作為保險的陸孫為了自保，只能將玉鶯刺殺，並偽裝成與拓跋同歸於盡的狀況。此事被代表皇帝的巳字一族所知，經皇帝同意下默認為意外，玉字一族也沒有追究，把玉鶯長子玉䲷推上繼承人之位了事。
大海
玉袁的三男，母親是船娘，熟知水上的一切，在母親的教導下，大海成為玉袁商團中海運方面的主管，西都數里外的臨海碼頭城鎮便是由他掌控。
玉葉派，看不慣大哥的行事作風，但是礙於對方是嫡長子，不好公然反對，在跟壬氏討來了的石炭的利益後，以此為誘餌試圖拉攏更多兄弟。
在大哥死後，支持侄子鴟梟(玉梟)成為太守，並決定把女兒送入宮中為上級妃，幫玉葉后建立皇后派勢力。
玉袁的孩子們
表面上是同父異母，實際上都是養子，每個人分管一個行業，長女（紡織業）、次男（陸運業）、次女（作為玉袁的輔佐一同前往中央）、三女（釀酒業）、四男、四女、五女（玉葉后）、五男（製鐵業）、六男（陶器業）、七男（畜牧業），因為母親都是女中豪傑，教養得力，孩子們都相當優秀。兄弟姊妹中分為長男（玉鶯）派與么女（玉葉）派，三男大海與姊妹們都支持玉葉，次男與其餘弟弟們則支持大哥，尤其是年紀最輕，毛躁好戰的七男。最終在大哥死後，共同支持侄子玉䲷(鴟䲷)當上西都太守，並積極為玉葉后提供支援。
拓拔
明面上是玉鶯的奶兄弟，實際上是同父異母的親兄弟。拓拔的母親語西母曾經是屬於同一個砂歐奴隸主的奴隸，又幾乎同時懷上奴隸主的孩子，兩人互相扶持，關係很好。被玉袁一起救出後，念舊的西母便讓拓跋的母親進入楊府擔任奶娘。因為不願知道西母過去的自己變成西母的把柄，拓拔長大之後，便帶著拓跋主動離開的楊府，避往鄉下生活。原本打算把所有秘密帶進墳墓，沒想到其老年癡呆，讓兒子知道了實情。熟知內情拓跋後成為玉袁埋在民間眼線，職責是暗中尋找並銷毀當年作為史學家的林大人藏起來的版籍（戶籍），並在玉袁離開西都後作為保險的一環制止玉鶯，可惜在阻止玉鶯的時候被玉鶯偷襲殺害。
玉鶯夫人
玉鶯的正室，也是唯一的妻子，與玉鶯育有三子一女，因為初次見面是透過虎狼的引薦，因此被不擅長記名字的貓貓私下稱為「虎狼娘親」。
年輕時頗有才幹，是玉鶯的得力臂助，在一次經商遭遇海難流落外國數年才歸來後，變成深居簡出的深閨婦人。實際上是巳字一族的傳人，奉命潛入楊家，憑藉美貌成了玉鶯的正室。但是夫人作為巳字一族的能力不足，在族內的排位很低，因此當年才會藉口經商冒險前往砂歐刺探情報，想證明自己。不過她學藝不精，差點闖下大禍，還好正好遇上海難，便就地潛伏了下來，與當地商人成婚，並生下了雀。數年後才在魯侍郎的師父的幫助下脫身。
返回西都后，玉鶯夫人自知才能有限，便深居簡出，著手開始培養傳人。因為其他子女被她認為於她不在楊家期間染上玉鶯排胡的惡習（歧視外國人及欺負有外族血統的玉葉妃母女，但實際上他們受西都環境、和外國人通商及隔代遺傳髮色的外孫女小紅出生後，已改善昔日觀念），所以在歸來後又生下了三男虎狼，並秘密將虎狼培訓為巳字一族的傳人。長子邸梟（原名玉梟）也知曉「巳字一族」的內情，但因楊家的繼承問題及性格能力不合適諜報工作，被夫人排除。
鴟梟
玉鶯的長男，原名玉梟，25歲。因為不想繼承家業，自己把名字改成鴟梟，在外經營鏢局，很少回楊家。與年齡相近的七叔關係很好。
雖然從小就接受英才教育，但是鴟梟為人豪放、不拘小節，因為不夠細心而惹出了幾次禍端，讓家裡的人得幫忙收拾善後，因此在家人眼中不太可靠。
因為鴟梟不願意接任太守，但是嫡長男的身分又無法被繞過，為了解開這個死結，虎狼選擇暗算大哥（因為玉準尚幼，如果鴟梟死了，身分尊貴的皇弟就可以接掌戊西州），雖然失敗了，但是也讓鴟梟認清現實，返回西都接掌了太守之位。與玉鶯長的極為相似，接任太守后也一並接收了父親的人望，順利統領戊西州。
銀星
玉鶯的長女，小紅的母親，24歲。
飛龍
玉鶯的次男，23歲。優秀的文官，但是不具備統領一地的領袖才能，自身也清楚，所以堅決不願意擔任太守，選擇輔助兄長管治戊西州。
虎狼
玉鶯的三男，18歲。巳字一族的傳人，為人謙卑有禮，但是做事手段極端。因為希望能由壬氏代替不靠譜的大哥鴟梟統治戊西州，不惜暗算用有繼承權但是拒絕接任的鴟梟。雖然失敗，但是導致了一連串的事件，貓貓與小紅被綁架、雀重傷，甚至差點釀成外交事故。
最後由鴟梟出面收拾殘局，並接任戊西州太守。暗殺事件後無法在西都容身，追隨壬氏返回中央，被雀任意使喚，任勞任怨。
玉隼
鴟梟的兒子。因為鴟梟不常回家，玉隼自幼被爺爺玉鶯寵壞，也染上了排胡的惡習，會欺負小紅。
小紅
銀星的女兒，因為隔代遺傳的原因，生來就有淺茶色的頭髮。
為了避免女兒被玉鶯厭惡，銀星會幫女兒染髮，但是小紅天性聰慧，很早就察覺到了染髮的用意，因此養成了吃頭髮的惡習，加上蝗災期間吃了不好消化的柿餅，造成腸阻塞，差點危及生命。所幸在貓貓與天佑的努力下，以外科手術排除阻塞物，恢復健康。綁架事件中表現出不符合年齡的冷靜與隱忍，讓雀印象深刻，動了收徒的念頭，但因年紀小而被銀星阻止。
漢俊杰
貓貓與庸醫在西都期間被分配到的差役，協助整理藥房與跑腿。機靈勤奮，做事認真，深得貓貓與庸醫喜愛，也因此被經常來騷擾貓貓的羅漢看上，被帶回了中央，負責照顧羅漢。
名字與羅半的兄長一模一樣，甚至連表字都一樣是伯寧，因此上船的時候負責登船檢查的官員沒有發現問題，把羅半的兄長丟在西都。

### 砂歐
姶良（聲：Lynn）、愛凛（聲：原由實）
一對來自西方砂歐的特使，都是金髮藍瞳的美女，雖然只是擁有相同祖父的堂姐妹，外表卻猶如雙胞胎一般相似。除了擔任外交官來此會見皇帝以外，也打算一睹曾擔任特使的祖父曾見過、號稱“泪滴如珍珠”的「月精」(月亮精靈)般美人。想以此藉口表示自己美貌無人能及，企圖取得荔國妃子的地位，但被壬氏扮演的月精徹底打擊自信心。
由於曾以見習巫女身份在巫女身邊學習，加上祖父的地位，所以兩人獲得砂歐特使的政治地位。
戴上紅色髮飾的姶良曾和神美代表的子字一族勾結，走私突火槍等新型火藥武器，又故意安排同為前巫女候補的「白娘娘」白素貞在荔國擾亂政局，以此向長年佔據地位多年的巫女報復。
而戴上藍色髮飾的愛凜則揭發真相，並故意提出成為中級妃尋求政治庇護，實為故意配合作為恩師的巫女演出一場下毒的戲碼，以「巫女在他國身亡」掩飾他實為去勢男子的真相。目前和白素貞一起以政治犯身份被收押。

## 用語
茘國
本作大多數主要角色的母國。開國王母來自遙遠的西方異域，與本地部族聯姻後建立了茘國。
以皇族華氏與賜字貴族為核心實行統治，並設有文武科舉等選才管道，疆域廣闊，是該區有數的強國。
儘管國家強盛，但是皇族的傳承卻出現危機，先帝的兄弟全數早夭，先帝也只有皇帝與皇弟兩名男嗣，現任皇帝的子嗣也有早夭的問題，所幸在貓貓入宮後有所改善。
國都
本作的主要舞台，茘國的首都，聚集了茘國的統治階層與各種官署。
煙花巷
貓貓出生成長的地方，國都的青樓均聚集在此，與貧民區緊鄰。
外廷
包括軍府在內，各種官署的聚集地，部分貴族的宅邸也設置在此。
內廷
由後宮與皇宮組成的廣大區域，自成一體，有嚴格的管制，進出皆需驗證身分。
皇宮
皇帝的主要居所，皇太后、皇后、東宮以及皇后所出的子女亦居住於此。後宮人員未經與允許不得進入。
後宮
各級嬪妃與宮女生活的居住的地方，非皇后所出的皇子公主也隨母妃居住於此。原本的規模小的多，屬於皇宮的附屬，在先帝時期作為應對廢奴政策的配套措施急速擴大，並搬遷至現址，與皇宮做出區隔。
作為廢奴政策的配套措施，一般宮女兩年入職為期，避免窮苦百姓把女兒賣出他國為奴隸，減少勞動人口。近年在皇弟改革建議的努力下，後宮也設立了教育文盲宮女讀書識字的學堂，提升識字率，讓宮女在出宮後也能尋覓更好的差事。
因現任皇帝廢除宦官手術的政策下，宦官數量大量下降，除了因邊境戰事被帶回曾販賣到他國的已去勢奴隸之外，宦官年紀多為中老年以上。
原本外廷醫官只需入宮前飲用降低性慾的藥物。因曾出現妃嬪宮女與醫官私通事件，於女帝(太皇太后)的禁令下，內廷醫官必須為宦官後，僅剩下被強迫去勢的羅門，以及只通過筆試的掛名醫官虞淵。在羅門一度因皇長子夭折事件受牽連而被趕出宮後，後宮醫療水準大幅下降，妃嬪生育時需要外聘接生婆，但皇子公主生病時卻無人對症下藥而導致夭折，後期內廷重新聘用羅門為醫官及設立醫佐女官後，醫療水準有所上升。
後宮也建有大型澡堂給妃嬪和宮女分開使用，除了上級妃有自己的私人澡堂之外，規定妃嬪宮女們必須定期到此洗澡，保持身體清潔。
病坊
位於後宮的一角，由皇太后設立，表面的目的是給生病的宮女在此休養，實際上是安置被先帝染指過，無名份無家世背景的老宮女們在此度過餘生的手段，卻因此遭到對先帝心生恕恨的老宮女們教唆他人使用有毒的白粉化妝及可能引致滑胎或不育的香水，暗中導致皇嗣夭折率高且不多的問題。
因為規定的關係，在此工作的老宮女們不具有醫官或藥師資格，無法開藥，只是一個具有一些衛生常識用，知道酒精消毒的靜養場所。
賜字貴族
茘國開國之初，對大功重臣的家族賜字以表彰其功績，會因為叛亂被滅而減少，或因為政治需要而新增。
賜字不會取代原本的姓氏，而是兩者並存，例如貓貓的生父「漢羅漢」，漢為姓，羅為賜字。並非所有家族成員都會領受賜字，只有傳承家業的核心成員才會有，具有賜字的成員即代表具備繼承權。家族獲得賜字時會一並獲得皇帝賜與的特殊物品，持有此物者即為家主，而且家主的交接需要得到皇帝的見證。
目前已知賜字家族有：
馬字一族
歷代皆為皇族近衛，因為男性成員隨時有可能為了護衛皇族喪命，因此家族內部多為女性成員掌權。也有已婚生育的女性成員擔任皇族的奶娘或保姆，故此不少成員和皇族為奶兄弟姊妹，關係密切。為了保持中立的立場，家族成員從不和皇族通婚。
目前家主為高順的養父(本名未知)，實際掌權人是桃美，繼承人馬閃。
巳字一族
皇室直屬諜報機關，與馬字一族成對的家族，馬家是明面上的侍衛，巳家則是隱藏在暗中的守衛。
因為工作的特殊性，巳字一族的傳承方式也與正常的家族有很大的差別，每一位家族成員會自行選擇一位傳人，傳人大多是巳家的血脈，但如果沒有適合者，也會從外面收徒。大部分家族成員只會知道自己這條線上的事務，效忠自己服務的皇族。
家族內部有排名系統，能力跟實績越強的成員排名就會越高。
目前已知的成員包括：魯待郎→雀→卯純，玉鶯夫人→虎狼
羅字一族
歷代皆以出怪才而聞名，且為不同知識領域的天才或專才。因為整個家族大多都是怪人，因此行事中立，從不拉幫結黨，在荔國貴族中地位特殊。
目前家主為漢羅漢，繼承人是漢羅半。家主傳承物為金牌，因為羅漢會弄丟，所以由羅半保管。
子字一族
統領茘國北方子北州的貴族，是自開國之初延續下來的大貴族，始祖是追隨王母自西方而來的武官。
在主母神美的瘋狂與家主子昌的默許下發動叛亂，但被羅漢和皇弟華瑞月率領禁軍打敗，家主子昌被馬閃帶領的士兵處死，其餘家族成員也被以叛亂罪株連九族，並將領地收為國有。
極少數的幼童以及身具皇族血脈的庶女翠伶在嫡女樓蘭妃的犧牲下倖存，改名換姓生活在阿多妃的離宮。唯一失去記憶的響迂則委託貓貓在市井中照顧長大，以便長大後能獨立生活。
戊字一族
原為統領茘國西方戊西州的貴族，是自開國之初延續下來的大貴族，先帝時代遭到女帝滅族。
始祖是王母身邊的女性近衛，為了保證血統的傳承不會被篡奪，家族內部女性為尊，行走婚制，女性不必成婚也可以產子，且父親身分會秘而不宣。後代元服（15歲）以後，女性會留在西都掌權，男性則會加入草原上的識風一族或其他團體，作為戊氏的耳目在外活動。
女性掌權的規矩長期讓傳統上重男輕女的西部居民不滿，加上識風部族在砂歐國遭到滅族及奴役，戍家被視為見死不救，又適逢蝗災肆虐，種種矛盾的累積給了玉鶯可趁之機，他趁父親玉袁遠行經商時盜用了玉袁的印信，向中央汙指戊氏一族族長的姪兒（即陸孫）有皇室血脈，此時中央管理混亂，發出了錯誤的詔令，導致戊氏一族被玉鶯所煽動的暴民所滅。
儘管此事與女帝無關（錯誤的詔令上沒有女帝的印璽），但因為後世的習慣性抹黑，此事仍被算到了女帝頭上。雖然中央不願意承認詔令有誤，但仍給出了折衷安撫的方案，即由同為戊字血脈的楊玉袁接續統治戊西州、石炭的問題中央不再過問，以及戊氏的倖存者將不會受到任何追殺。
玉字一族
新晉賜字貴族，取代戊字一族統領西戊州，玉葉后的娘家。現任家主楊玉袁，繼承人楊玉梟（鴟梟）。
卯字一族
里樹妃的娘家。經歷女帝掌權時代的打壓和里樹妃兩次出家的情況下，家道日漸中落。
原家主是里樹妃的父親卯柳，依靠入贅女婿的身份，以旁系家族成員身份升為嫡系。因寵妾滅妻和任由庶女欺凌嫡女里樹妃的行為(實際上連經商持家都依賴兩位妻子，以至她們先後過早離世)，加上里樹妃在宮中也飽受身邊宮女欺凌等種種原因，以致皇帝不再信任卯字一族，並讓里樹的外公重新奪回家主之位，下任繼承人也從旁系選出一個男孩擔任，由里樹的庶長兄卯純照顧。
砂歐國
茘國西面的強國，雖然雙方一直有貿易往來，但是外交關係十分微妙，都想壓對方一頭。但近年因面臨蝗災問題，不得不低頭向茘國購買糧食。
以未成年(尚沒有月信)的巫女為信仰領袖，因身體缺陷(如:白化病,啞巴)換來預知未來的能力，甚至能影響國政，因此女性地位也有所提升。
上任巫女實為自幼已去勢，把其當作女性撫養長大的白化病男子，佔據巫女地位多年，培養過多位曾為巫女候補的徒弟讀書識字，但也遭到她們怨恨，因此為逼他退位而在荔國外交上引發一連串風波，最終上任巫女以假死隱居在阿多妃的離宮來平息事件。
北亞連
位於茘國北方，雖然被茘人視為一個國家，實際上是多個國家組成的聯盟。因為聯盟中的強國想要擴張，因此逼迫與茘國接壤的幾個國家在邊境屯兵，導致邊境衝突不斷。
亞南
與茘國南方領土接壤的國家，茘國的屬國。氣候炎熱，盛產棕櫚與其衍生的加工品(油品、肥皂等)。
已出宮的前中級妃芙蓉與其夫婿的母國，芙蓉妃也是亞南的公主。因為芙蓉公主的出宮，亞南國主打算將自己的姪女作為替代送進後宮。
北亞連與亞南均非這些國家真正的國名，而是某一任荔國皇帝出於壓制目的起的名稱，「亞」為次一等之意。

## 出版書籍

### 小說
- Ray Books版 2012年9月26日[15] ISBN 978-4072853795

- Hero文庫版

| 冊數 | 主婦之友社→主婦の友インフォス | 主婦之友社→主婦の友インフォス         | 台灣角川       | 台灣角川                                               | 岭南美术出版社 | 岭南美术出版社         |
| 冊數 | 發售日期                      | ISBN                                  | 發售日期       | ISBN / EAN                                             | 發售日期       | ISBN                   |
| ---- | ----------------------------- | ------------------------------------- | -------------- | ------------------------------------------------------ | -------------- | ---------------------- |
| 1    | 2014年8月29日                 | ISBN 978-4-07-298198-6                | 2019年2月26日  | 實體書:ISBN 978-957-564-739-1                          |                | ISBN 978-7-5362-7984-1 |
| 1    | 2014年8月29日                 | ISBN 978-4-07-298198-6                | 2024年3月1日   | EPUB:ISBN 978-626-378-615-8                            |                | ISBN 978-7-5362-7984-1 |
| 2    | 2015年1月31日                 | ISBN 978-4-07-410821-3                | 2019年6月5日   | 實體書:ISBN 978-957-564-997-5                          |                | ISBN 978-7-5362-8221-6 |
| 2    | 2015年1月31日                 | ISBN 978-4-07-410821-3                | 2024年3月1日   | EPUB: ISBN 978-626-378-616-5                           |                | ISBN 978-7-5362-8221-6 |
| 3    | 2015年6月29日                 | ISBN 978-4-07-401176-6                | 2019年10月24日 | 實體書:ISBN 978-957-743-296-4                          |                | ISBN 978-7-5362-8222-3 |
| 3    | 2015年6月29日                 | ISBN 978-4-07-401176-6                | 2024年3月1日   | EPUB:ISBN 978-626-378-617-2                            |                | ISBN 978-7-5362-8222-3 |
| 4    | 2015年9月30日                 | ISBN 978-4-07-403100-9                | 2020年1月31日  | 實體書:ISBN 978-957-743-511-8                          |                | ISBN 978-7-5362-8223-0 |
| 4    | 2015年9月30日                 | ISBN 978-4-07-403100-9                | 2024年3月1日   | EPUB:ISBN 978-626-378-618-9                            |                | ISBN 978-7-5362-8223-0 |
| 5    | 2016年4月30日                 | ISBN 978-4-07-416947-4                | 2020年3月18日  | 實體書:ISBN 978-957-743-632-0                          |                |                        |
| 5    | 2016年4月30日                 | ISBN 978-4-07-416947-4                | 2024年3月1日   | EPUB:ISBN 978-626-378-619-6                            |                |                        |
| 6    | 2016年11月30日                | ISBN 978-4-07-420788-6                | 2020年5月7日   | 實體書:ISBN 978-957-743-762-4                          |                |                        |
| 6    | 2016年11月30日                | ISBN 978-4-07-420788-6                | 2024年3月1日   | EPUB:ISBN 978-626-378-620-2                            |                |                        |
| 7    | 2018年2月28日                 | ISBN 978-4-07-429772-6                | 2020年10月7日  | 實體書:ISBN 978-986-524-038-7                          |                |                        |
| 7    | 2018年2月28日                 | ISBN 978-4-07-429772-6                | 2024年3月1日   | EPUB:ISBN 978-626-378-621-9                            |                |                        |
| 8    | 2019年2月28日                 | ISBN 978-4-07-436884-6                | 2021年4月22日  | 實體書:ISBN 978-986-524-345-6                          |                |                        |
| 8    | 2019年2月28日                 | ISBN 978-4-07-436884-6                | 2024年3月1日   | EPUB:ISBN 978-626-378-622-6                            |                |                        |
| 9    | 2020年2月28日                 | ISBN 978-4-07-442420-7                | 2021年7月26日  | 實體書:ISBN 978-986-524-618-1                          |                |                        |
| 9    | 2020年2月28日                 | ISBN 978-4-07-441030-9 （限定特裝版） | 2024年3月1日   | EPUB:ISBN 978-626-378-623-3                            |                |                        |
| 10   | 2021年1月29日                 | ISBN 978-4-07-447215-4                | 2022年6月20日  | 實體書:ISBN 978-626-321-522-1                          |                |                        |
| 10   | 2021年1月29日                 | ISBN 978-4-07-447215-4                | 2024年3月1日   | EPUB:ISBN 978-626-378-624-0                            |                |                        |
| 11   | 2021年4月30日                 | ISBN 978-4-07-448226-9                | 2023年2月9日   | 實體書:ISBN 978-626-352-267-1                          |                |                        |
| 11   | 2021年4月30日                 | ISBN 978-4-07-448440-9（限定特裝版）  | 2024年3月1日   | EPUB:ISBN 978-626-378-625-7                            |                |                        |
| 12   | 2022年7月29日                 | ISBN 978-4-07-452400-6                | 2023年6月19日  | 實體書:ISBN 978-626-352-596-2                          |                |                        |
| 12   | 2022年7月29日                 | ISBN 978-4-07-452386-3（限定特裝版）  | 2024年3月1日   | EPUB:ISBN 978-626-378-626-4                            |                |                        |
| 13   | 2023年2月25日                 | ISBN 978-4-07-454379-3                | 2024年4月24日  | 實體書:ISBN 978-626-378-760-5                          |                |                        |
| 13   | 2023年2月25日                 | ISBN 978-4-07-454379-3                | 2024年4月24日  | EPUB:ISBN 978-626-378-886-2                            |                |                        |
| 14   | 2023年9月29日                 | ISBN 978-4-07-455775-2                | 2024年12月6日  | 實體書:ISBN 978-626-400-950-8                          |                |                        |
| 14   | 2023年9月29日                 | ISBN 978-4-07-455775-2                | 2024年12月6日  | EPUB:ISBN 978-626-415-061-3                            |                |                        |
| 15   | 2024年3月29日                 | ISBN 978-4-07-456728-7                | 2025年7月24日  | EAN 471-128-962-534-6（特裝版） ISBN 978-626-415-828-2 |                |                        |
| 16   | 2025年5月30日                 | ISBN 978-4-07-461876-7                |                |                                                        |                |                        |
| 16   | 2025年5月30日                 | ISBN 978-4-07-461882-8（限定特裝版）  |                |                                                        |                |                        |

### 漫畫
- BIG GANGAN版

| 冊數 | 史克威爾艾尼克斯 | 史克威爾艾尼克斯       | 東立出版社     | 東立出版社                           |
| 冊數 | 發售日期         | ISBN                   | 發售日期       | ISBN                                 |
| ---- | ---------------- | ---------------------- | -------------- | ------------------------------------ |
| 1    | 2017年9月25日    | ISBN 978-4-7575-5489-4 | 2020年9月10日  | ISBN 978-957-26-4924-4               |
| 2    | 2018年2月24日    | ISBN 978-4-7575-5640-9 | 2020年11月16日 | ISBN 978-957-26-4925-1               |
| 3    | 2018年7月25日    | ISBN 978-4-7575-5794-9 | 2021年1月4日   | ISBN 978-957-26-4926-8               |
| 4    | 2019年2月25日    | ISBN 978-4-7575-5963-9 | 2021年4月9日   | ISBN 978-957-26-4927-5               |
| 5    | 2019年7月25日    | ISBN 978-4-7575-6216-5 | 2021年8月16日  | ISBN 978-957-26-4928-2               |
| 6    | 2020年3月25日    | ISBN 978-4-7575-6581-4 | 2021年11月25日 | ISBN 978-957-26-6737-8               |
| 7    | 2020年11月25日   | ISBN 978-4-7575-6856-3 | 2022年10月27日 | ISBN 978-957-26-6738-5               |
| 8    | 2021年5月25日    | ISBN 978-4-7575-7271-3 | 2023年2月16日  | ISBN 978-957-26-7202-0               |
| 9    | 2021年11月25日   | ISBN 978-4-7575-7586-8 | 2023年5月15日  | ISBN 978-957-26-8389-7               |
| 10   | 2022年6月23日    | ISBN 978-4-7575-7985-9 | 2023年7月13日  | ISBN 978-957-26-9756-6               |
| 11   | 2023年2月25日    | ISBN 978-4-7575-8324-5 | 2023年10月16日 | ISBN 978-626-360-390-5               |
| 12   | 2023年9月29日    | ISBN 978-4-7575-8813-4 | 2023年12月18日 | ISBN 978-626-02-0286-6               |
| 13   | 2024年3月25日    | ISBN 978-4-7575-9027-4 | 2024年6月27日  | ISBN 978-626-02-1659-7（首刷限定版） |
| 13   | 2024年3月25日    | ISBN 978-4-7575-9027-4 | 2024年6月27日  | ISBN 978-626-02-1613-9（特裝版）     |
| 13   | 2024年3月25日    | ISBN 978-4-7575-9027-4 | 2024年7月4日   | ISBN 978-626-02-1612-2               |
| 14   | 2024年9月25日    | ISBN 978-4-7575-9439-5 | 2025年2月14日  | ISBN 978-626-023-734-9（首刷限定版） |
| 14   | 2024年9月25日    | ISBN 978-4-7575-9439-5 | 2025年2月14日  | ISBN 978-626-023-735-6（特裝版）     |
| 14   | 2024年9月25日    | ISBN 978-4-7575-9439-5 | 2025年2月21日  | ISBN 978-626-023-449-2               |
| 15   | 2025年3月25日    | ISBN 978-4-7575-9769-3 | 2025年8月14日  | ISBN 978-626-02-4842-0（首刷限定版） |

- Sunday Gene-X版
  - 標題與BIG GANGAN版相同，添加副標題「～貓貓的後宮解謎手帳～」。

| 冊數 | 小學館         | 小學館                 | 長鴻出版社     | 長鴻出版社                    |
| 冊數 | 發售日期       | ISBN                   | 發售日期       | ISBN                          |
| ---- | -------------- | ---------------------- | -------------- | ----------------------------- |
| 1    | 2018年2月24日  | ISBN 978-4-09-157515-9 | 2019年6月5日   | 實體書:ISBN 978-986-504-134-2 |
| 2    | 2018年7月19日  | ISBN 978-4-09-157533-3 | 2020年2月25日  | 實體書:ISBN 978-986-504-390-2 |
| 3    | 2018年9月19日  | ISBN 978-4-09-157543-2 | 2021年11月10日 | 實體書:ISBN 978-626-006-050-3 |
| 3    | 2018年9月19日  | ISBN 978-4-09-157543-2 | 2021年11月10日 | PDF:ISBN 978-626-006-357-3    |
| 3    | 2018年9月19日  | ISBN 978-4-09-157543-2 | 2021年11月10日 | EPUB:ISBN 978-626-006-332-0   |
| 4    | 2019年2月19日  | ISBN 978-4-09-157560-9 | 2021年11月10日 | 實體書:ISBN 978-626-006-051-0 |
| 4    | 2019年2月19日  | ISBN 978-4-09-157560-9 | 2021年11月10日 | PDF:ISBN 978-626-006-358-0    |
| 4    | 2019年2月19日  | ISBN 978-4-09-157560-9 | 2021年11月10日 | EPUB:ISBN 978-626-006-333-7   |
| 5    | 2019年6月19日  | ISBN 978-4-09-157564-7 | 2023年6月9日   | 實體書:ISBN 978-626-007-727-3 |
| 5    | 2019年6月19日  | ISBN 978-4-09-157564-7 | 2023年6月9日   | PDF:ISBN 978-626-007-782-2    |
| 5    | 2019年6月19日  | ISBN 978-4-09-157564-7 | 2023年6月9日   | EPUB:ISBN 978-626-007-781-5   |
| 6    | 2019年11月19日 | ISBN 978-4-09-157580-7 | 2023年7月21日  | 實體書:ISBN 978-626-007-798-3 |
| 6    | 2019年11月19日 | ISBN 978-4-09-157580-7 | 2023年7月21日  | PDF:ISBN 978-626-007-930-7    |
| 6    | 2019年11月19日 | ISBN 978-4-09-157580-7 | 2023年7月21日  | EPUB:ISBN 978-626-007-929-1   |
| 7    | 2020年2月19日  | ISBN 978-4-09-157586-9 | 2023年8月18日  | 實體書:ISBN 978-626-007-899-7 |
| 7    | 2020年2月19日  | ISBN 978-4-09-157586-9 | 2023年8月18日  | PDF:ISBN 978-626-008-007-5    |
| 7    | 2020年2月19日  | ISBN 978-4-09-157586-9 | 2023年8月18日  | EPUB:ISBN 978-626-008-006-8   |
| 8    | 2020年6月19日  | ISBN 978-4-09-157597-5 | 2023年9月1日   | 實體書:ISBN 978-626-007-956-7 |
| 8    | 2020年6月19日  | ISBN 978-4-09-157597-5 | 2023年9月1日   | PDF:ISBN 978-626-008-036-5    |
| 8    | 2020年6月19日  | ISBN 978-4-09-157597-5 | 2023年9月1日   | EPUB:ISBN 978-626-008-035-8   |
| 9    | 2020年10月16日 | ISBN 978-4-09-157608-8 | 2023年10月6日  | 實體書:ISBN 978-626-008-112-6 |
| 9    | 2020年10月16日 | ISBN 978-4-09-157608-8 | 2023年10月6日  | PDF:ISBN 978-626-008-197-3    |
| 9    | 2020年10月16日 | ISBN 978-4-09-157608-8 | 2023年10月6日  | EPUB:ISBN 978-626-008-196-6   |
| 10   | 2021年2月19日  | ISBN 978-4-09-157622-4 | 2023年11月3日  | 實體書:ISBN 978-626-008-207-9 |
| 10   | 2021年2月19日  | ISBN 978-4-09-157622-4 | 2023年11月3日  | PDF:ISBN 978-626-008-263-5    |
| 10   | 2021年2月19日  | ISBN 978-4-09-157622-4 | 2023年11月3日  | EPUB:ISBN 978-626-008-262-8   |
| 11   | 2021年6月18日  | ISBN 978-4-09-157639-2 | 2023年12月13日 | 實體書:ISBN 978-626-008-278-9 |
| 11   | 2021年6月18日  | ISBN 978-4-09-157639-2 | 2023年12月13日 | PDF:ISBN 978-626-008-407-3    |
| 11   | 2021年6月18日  | ISBN 978-4-09-157639-2 | 2023年12月13日 | EPUB:ISBN 978-626-008-406-6   |
| 12   | 2021年10月18日 | ISBN 978-4-09-157652-1 | 2024年2月27日  | 實體書:ISBN 978-626-008-599-5 |
| 12   | 2021年10月18日 | ISBN 978-4-09-157652-1 | 2024年2月27日  | PDF:ISBN 978-626-008-628-2    |
| 12   | 2021年10月18日 | ISBN 978-4-09-157652-1 | 2024年2月27日  | EPUB:ISBN 978-626-008-639-8   |
| 13   | 2022年2月18日  | ISBN 978-4-09-157668-2 | 2024年4月24日  | 實體書:ISBN 978-626-008-749-4 |
| 13   | 2022年2月18日  | ISBN 978-4-09-157668-2 | 2024年4月24日  | PDF:ISBN 978-626-008-815-6    |
| 13   | 2022年2月18日  | ISBN 978-4-09-157668-2 | 2024年4月24日  | EPUB: ISBN 978-626-008-816-3  |
| 14   | 2022年6月17日  | ISBN 978-4-09-157680-4 | 2024年6月5日   | 實體書:ISBN 978-626-008-862-0 |
| 14   | 2022年6月17日  | ISBN 978-4-09-157680-4 | 2024年6月5日   | PDF:ISBN 978-626-008-917-7    |
| 14   | 2022年6月17日  | ISBN 978-4-09-157680-4 | 2024年6月5日   | EPUB:ISBN 978-626-008-916-0   |
| 15   | 2022年11月17日 | ISBN 978-4-09-157692-7 | 2024年7月10日  | 實體書:ISBN 978-626-008-971-9 |
| 15   | 2022年11月17日 | ISBN 978-4-09-157692-7 | 2024年7月10日  | PDF:ISBN 978-626-009-029-6    |
| 15   | 2022年11月17日 | ISBN 978-4-09-157692-7 | 2024年7月10日  | EPUB:ISBN 978-626-009-050-0   |
| 16   | 2023年2月25日  | ISBN 978-4-09-157731-3 | 2024年7月24日  | 實體書:ISBN 978-626-008-978-8 |
| 16   | 2023年2月25日  | ISBN 978-4-09-157731-3 | 2024年7月24日  | PDF:ISBN 978-626-009-064-7    |
| 16   | 2023年2月25日  | ISBN 978-4-09-157731-3 | 2024年7月24日  | EPUB:ISBN 978-626-009-063-0   |
| 17   | 2023年9月29日  | ISBN 978-4-09-157783-2 | 2024年10月11日 | 實體書:ISBN 978-626-009-215-3 |
| 17   | 2023年9月29日  | ISBN 978-4-09-157783-2 | 2024年10月11日 | PDF:ISBN 978-626-009-272-6    |
| 17   | 2023年9月29日  | ISBN 978-4-09-157783-2 | 2024年10月11日 | EPUB:ISBN 978-626-009-271-9   |
| 18   | 2024年3月17日  | ISBN 978-4-09-157787-4 | 2024年12月13日 | 實體書:ISBN 978-626-009-464-5 |
| 18   | 2024年3月17日  | ISBN 978-4-09-157787-4 | 2024年12月13日 | PDF:ISBN 978-626-009-532-1    |
| 18   | 2024年3月17日  | ISBN 978-4-09-157787-4 | 2024年12月13日 | EPUB:ISBN 978-626-009-531-4   |
| 19   | 2024年12月19日 | ISBN 978-4-09-157847-1 |                |                               |

## 電視動畫
2023年2月16日宣佈動畫化，由長沼範裕擔任導演與劇本統籌，動畫由東寶動畫工作室與OLM共同製作，飾演主角貓貓的配音員由初演廣播劇CD的悠木碧繼續擔任。旁白由島本須美擔任，於2023年10月至2024年3月播放。第2季預定於2025年1月10日播出。

## 外部連結
- 藥師少女的獨語 - 網路連載版（日語）
- 藥師少女的獨語 （页面存档备份，存于） - 主婦之友社「Hero文庫」（日語）
- 藥師少女的獨語 （页面存档备份，存于） - 月刊BIG GANGAN（日語）
- 藥師少女的獨語～貓貓的後宮解謎事件簿～ （页面存档备份，存于） - 月刊Sunday Gene-X（日語）